# Pellet

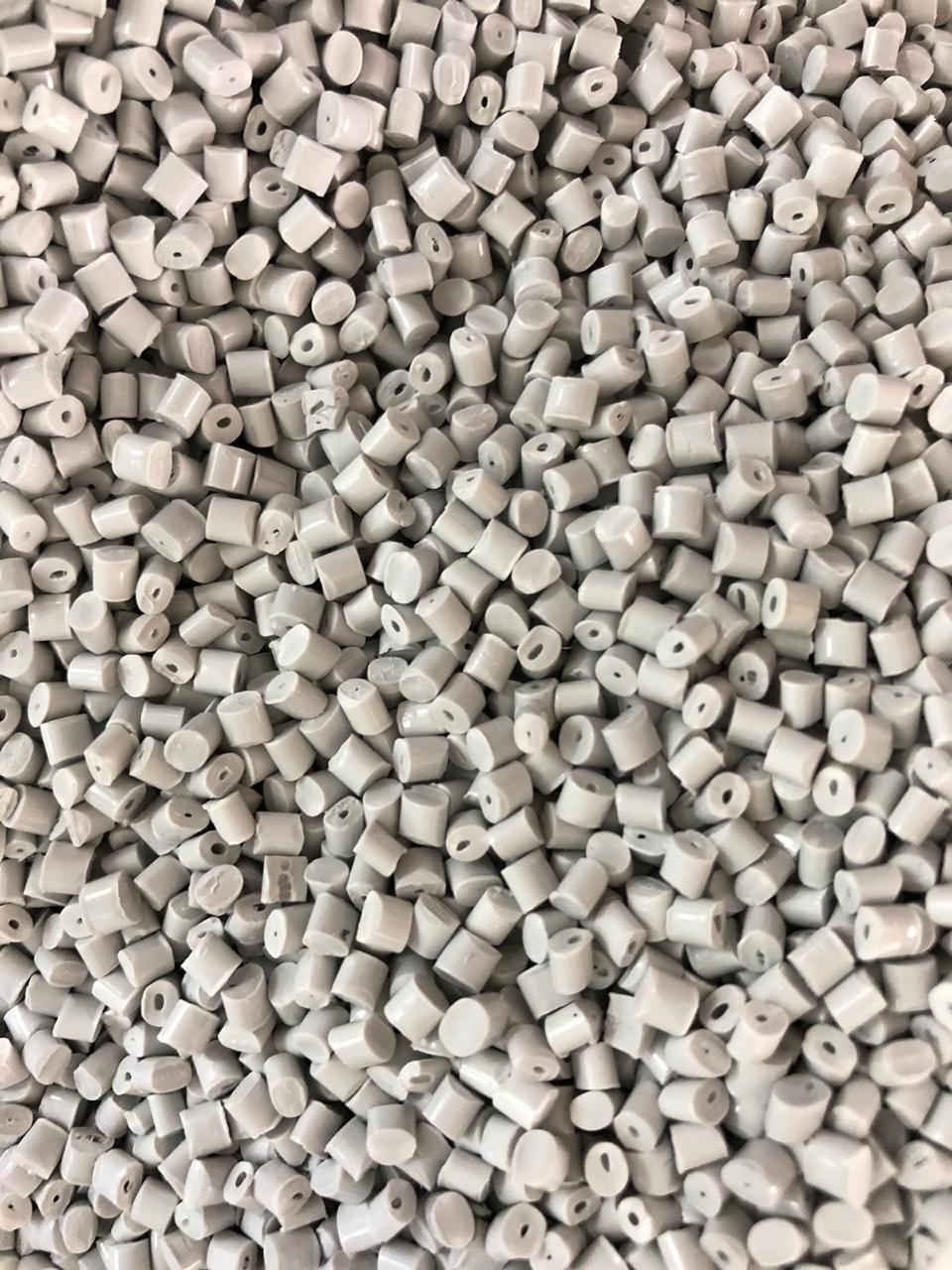
Pellets van gerecycled ABS

Een pellet of knikker is een grote korrel die vaak wordt gebruikt als halffabricaat in een productieproces. Pellets worden gebruikt om bepaalde materialen een handelbare en doseerbare vorm te geven. Pellets worden tijdens processen meestal opgelost, verbrand of gesmolten tot een eindproduct.
Veel materialen kunnen in pelletvorm worden gemaakt, zoals chemicaliën, hout, plastic en metalen. Voor de recycling van kunststoffen worden gebruikte kunststoffen eerst gescheiden (op kleur, materiaal etc.) en dan verwerkt tot pellets als halffabricaat. Vervolgens worden er weer nieuwe eindproducten van geproduceerd. 
Daarnaast wordt ook dierenvoer vaak samengeperst tot pellets, zodat kieskeurige dieren alle essentiële nutriënten binnen krijgen.
Bij de plasticproductie komen helaas meermaals pellets vrij in het milieu, die dan, als het om rivieren gaat, opgevangen kunnen worden in een afvalinterceptor.

Pellets
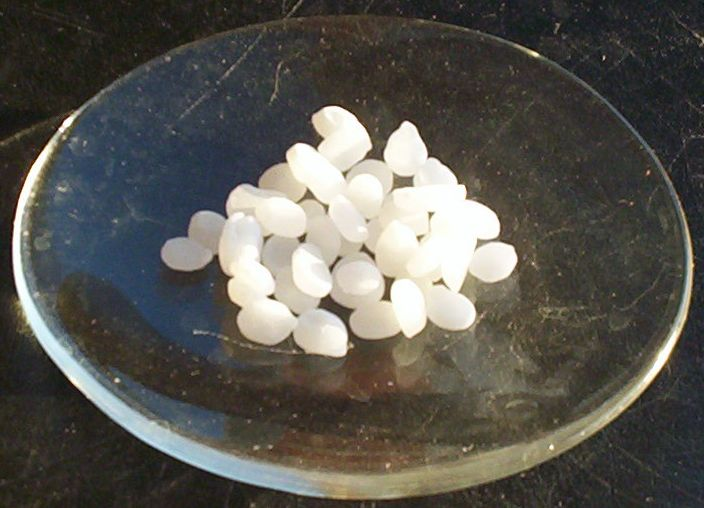
Natriumhydroxide-pellets
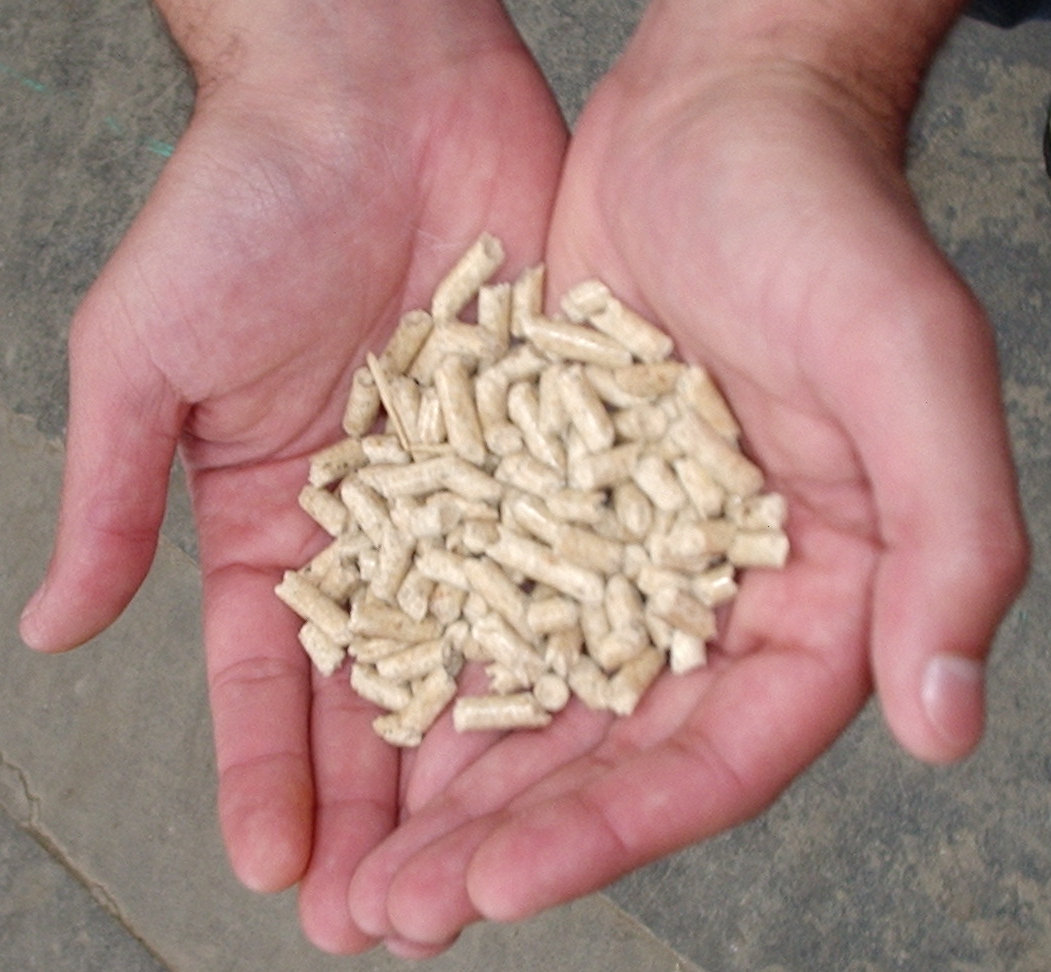
Houtpellets
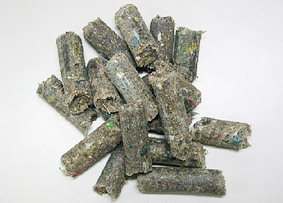
RDF-pellets
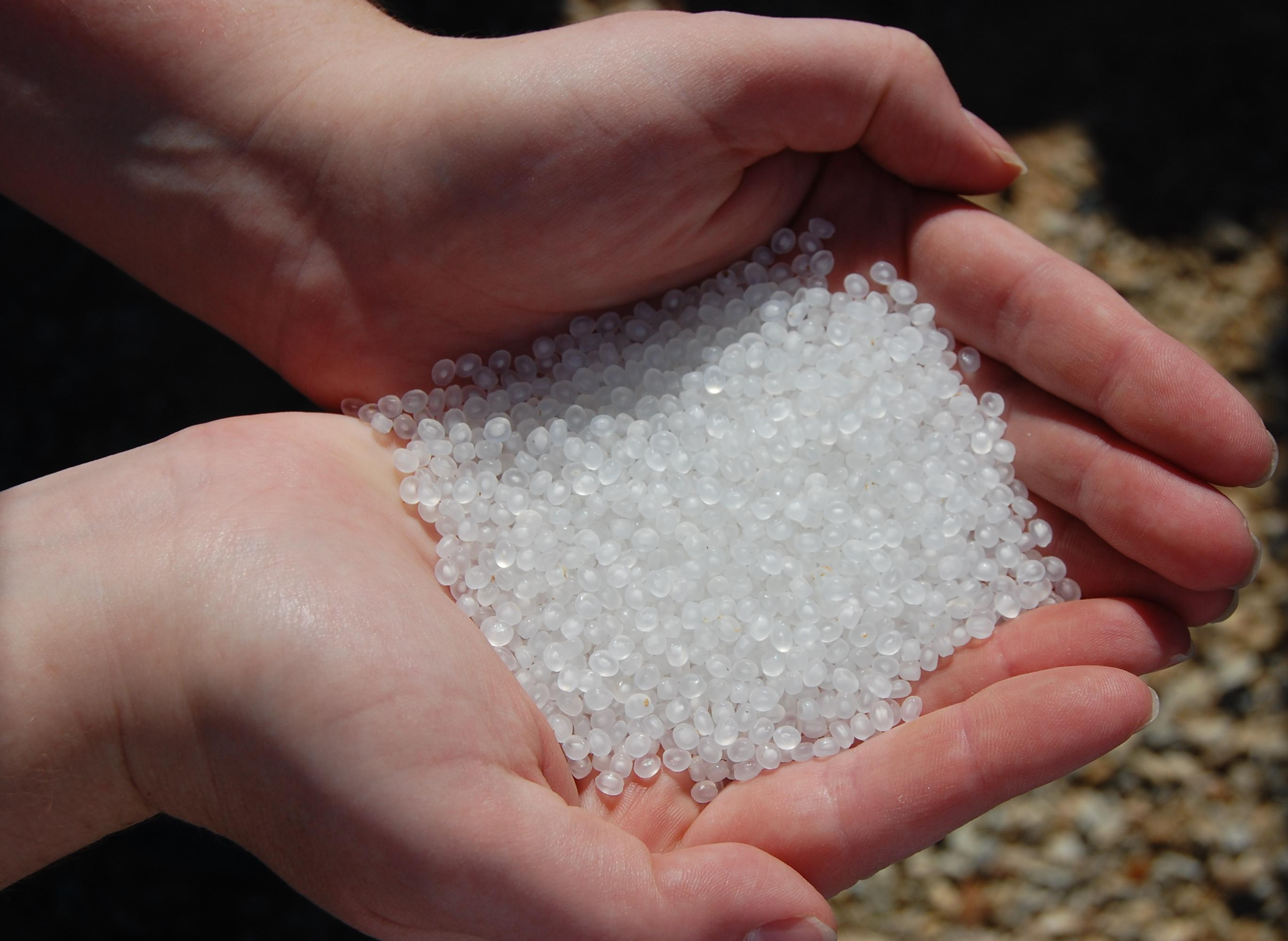
Plastic pellets
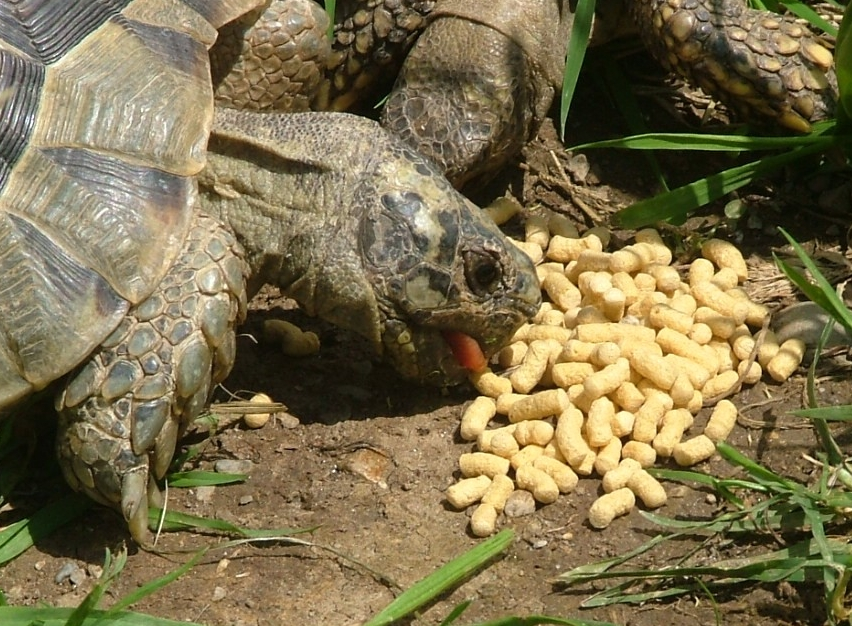
Dierenvoer-pellets
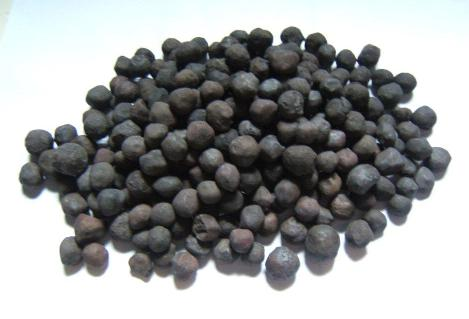
Ijzererts in pelletvorm, ook wel ijzeroxidepellets genoemd
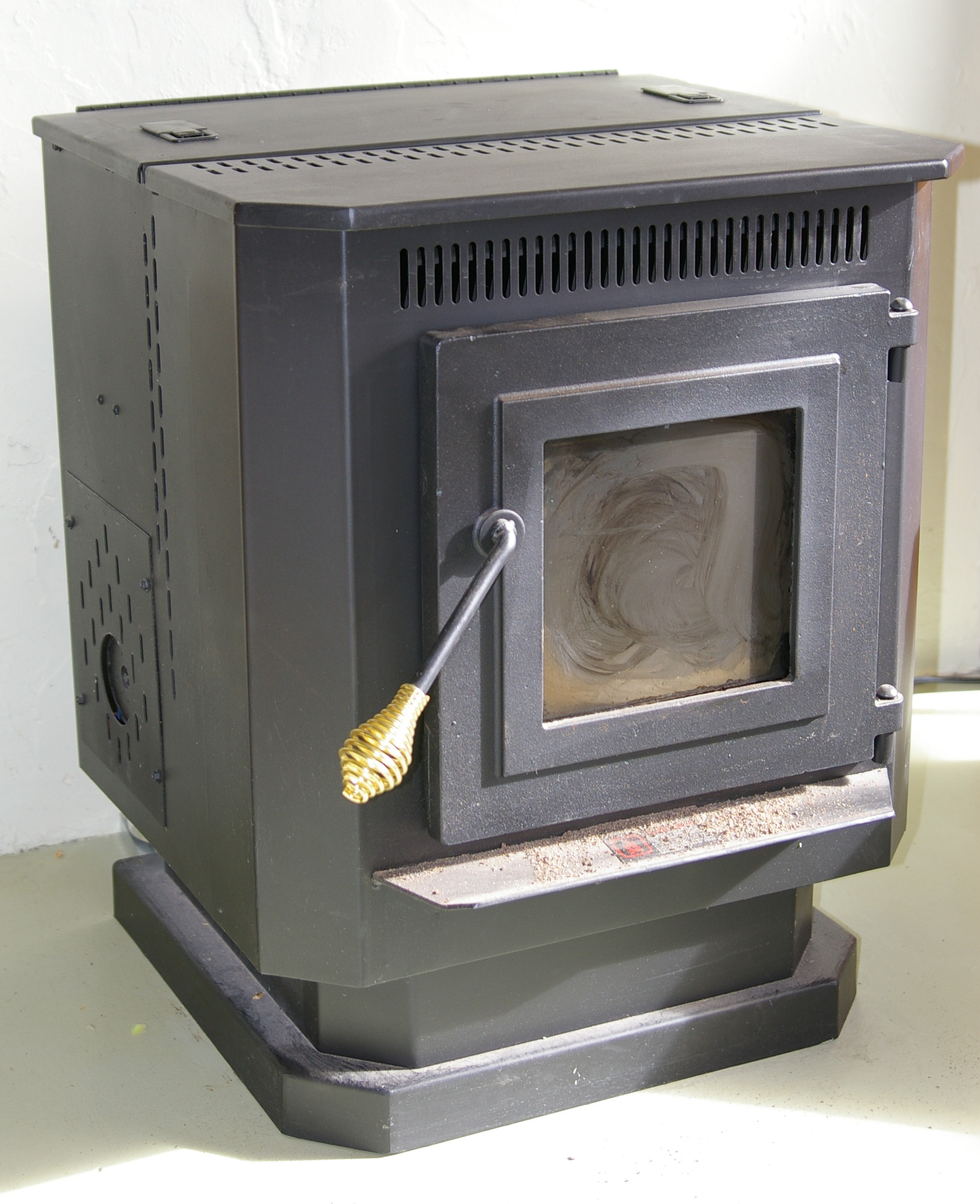
Pelletkachel, die brand op biomassa-pellets
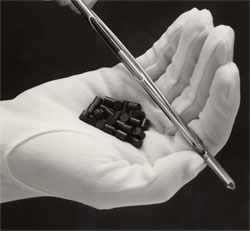
Kernenergie-pellets in een kerncentrale
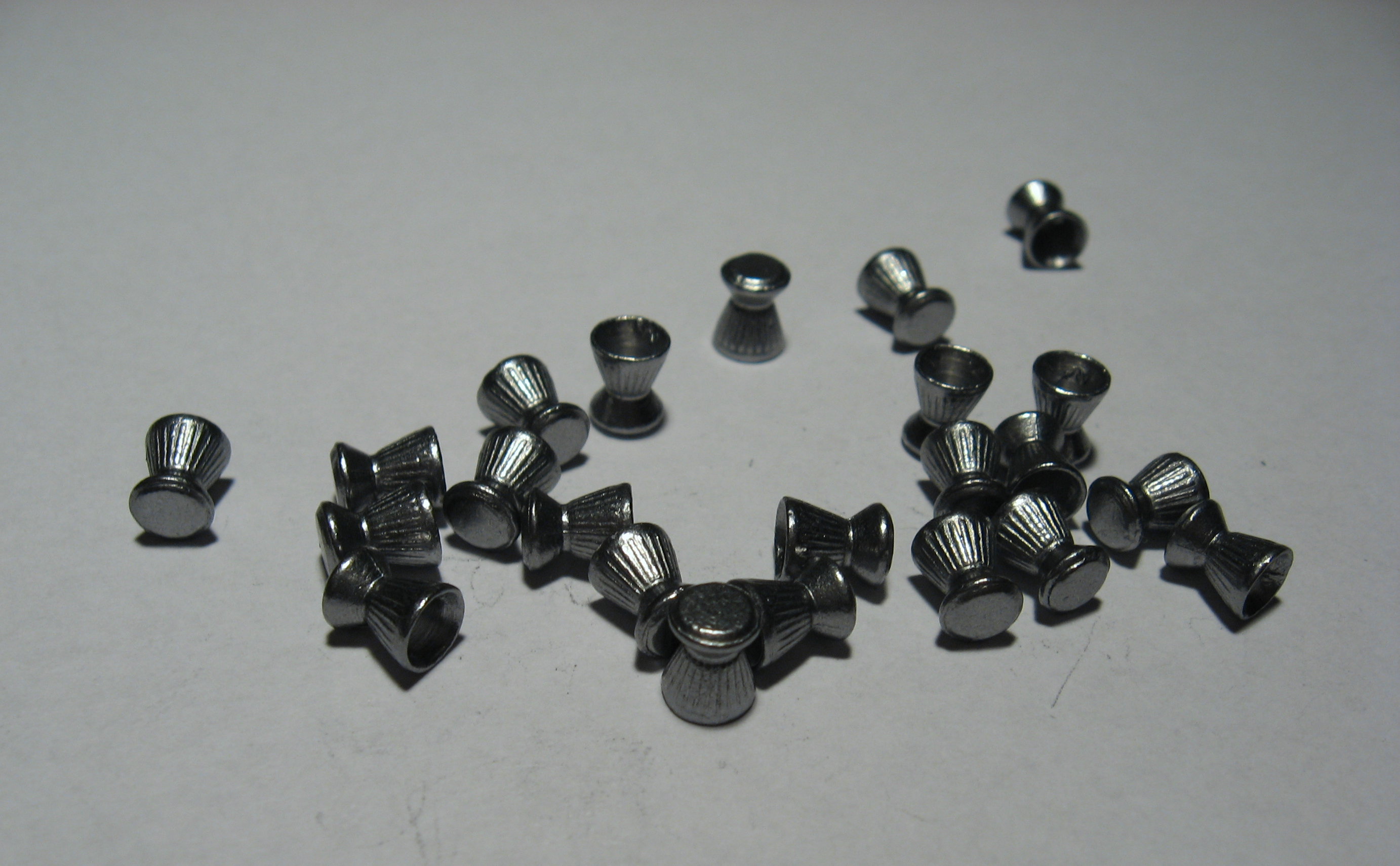
Luchtbuks-pellets